# هيلمار بيترسون
هيلمار بيترسون هو دراج سويدي، ولد في 7 ديسمبر 1906 في أوبسالا في السويد، وتوفي في 25 أغسطس 2003.

## وصلات خارجية
- هيلمار بيترسون على موقع أرشيف الدراجات (الإنجليزية)
- هيلمار بيترسون على موقع إحصائيات الدراجات الإحترافية (الإنجليزية)
- هيلمار بيترسون على موقع أوليمبيديا (الإنجليزية)
- هيلمار بيترسون على موقع اللجنة الأولمبية السويدية (السويدية)